# West Grove Township (comté de Davis, Iowa)
West Grove Township est un township, du comté de Crawford en Iowa, aux États-Unis,.

## Source de la traduction
- (en) Cet article est partiellement ou en totalité issu de l’article de Wikipédia en anglais intitulé « West Grove Township, Davis County, Iowa » (voir la liste des auteurs).